# Die Tänzerin Barberina
Die Tänzerin Barberina er en tysk stumfilm fra 1920 af Carl Boese.

## Medvirkende
- Lyda Salmonova som Barberina Campanini
- Otto Gebühr som Friedrich II
- Harry Liedtke som Fossano
- Reinhold Schünzel som von Carignan
- Rosa Valetti som Frau Campanini
- Julius Falkenstein som Argenson
- Paul Hartmann som Sohn von Lord Stuart
- Giorgio de Giorgetti
- Paul Czimeg som Michaelis
- Franz Groß som Bachelier
- Grete Hollmann
- Ludwig Rex som Josuah Crichton
- Max Ruhbeck som Stuart
- Emil Stammer